# アルファロメオ・ジュニアZ
ジュニアZはイタリアの自動車メーカー・アルファロメオが1969年から1975年まで生産した2座席スポーツカーである。Zはザガートの略。

## 概要
直線基調のウエッジシェイプに斬新な表面処理を施したボディスタイルはカロッツェリア・ザガートの作品で、ヒット作であったアルファロメオ・ジュリアGT系のスペシャルモデルとして1969年のトリノ・モーターショーでデビューした。従来のザガート製アルファロメオ（ジュリアTZ・ジュリエッタSZなど）と異なり、レース出場を目的としない純粋のロードカーとして設計されたため、車体はスチール製で、車両重量は970kgと決して軽くなかった。
1972年には小変更と同時にエンジンを1,570ccに拡大し1600ジュニアZに発展した。1975年までに1300が1,108台、1600が402台作られた。その後ザガート・デザインのアルファロメオは1989年のアルファロメオ・SZ登場まで出現しなかった。
日本へは新車当時には当時のディーラー、伊藤忠オートがサンプル的に少数輸入しただけであったが、今日では比較的扱いやすいヒストリック・スポーツカーとして人気が高く、相当数が中古車として並行輸入されている。